# Colonne de Sigismond (Varsovie)
La colonne de Sigismund (en polonais: Kolumna Zygmunta), est un monument des plus célèbres de Varsovie. situé sur la Plac Zamkowy (place du palais royal). Le monument commémore le roi Sigismond Vasa, qui en 1596, avait transféré la capitale de la Pologne de Cracovie à Varsovie.
Haute de 22 mètres, la colonne ornée de quatre aigles porte la statue du roi, vêtu d'une armure archaïque, portant une croix dans une main et brandissant son épée dans l'autre.

## Histoire

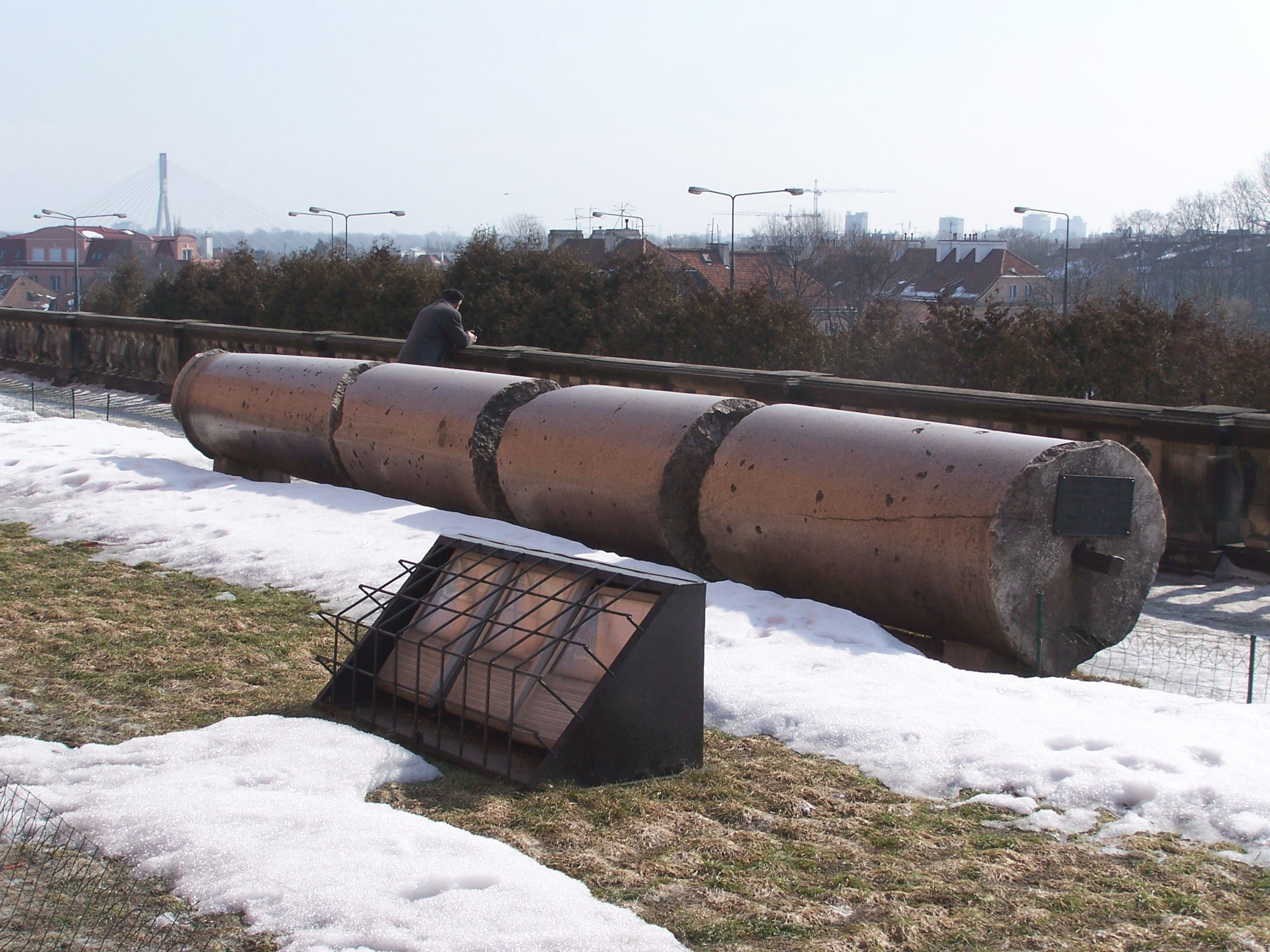
Ancienne colonne en place de 1877 à 1944

Érigée à l'origine en 1644, la colonne (autrefois en marbre rouge) est détruite et la statue en bronze gravement endommagée lors de l'Insurrection de Varsovie le 1er septembre 1944. 
Après la guerre, la statue est réparée et en 1949, elle est installée à quelques mètres du site d'origine, sur une nouvelle colonne de granit provenant de la mine de Strzegom. Les morceaux brisés de la colonne originale sont visibles à côté du palais royal.

## Iconographie
- Colonne de Sigismond III à Varsovie, gravure de Charles de Lalaisse d'après Auguste-Alexandre Guillaumot[1].